# Paliwo ciekłe
Paliwo ciekłe – ciekły nośnik energii, pochodzący zwykle z przeróbki ropy naftowej lub (w marginalnym stopniu) z węgla kamiennego i brunatnego, stosowane przede wszystkim do napędu silników spalinowych, w mniejszym stopniu do rozruchu kotłów parowych, do celów grzewczych i technologicznych.
Do najważniejszych paliw ciekłych należy zaliczyć:
- paliwa silników spalinowych
  - benzyna (silnik spalinowy tłokowy)
  - olej napędowy (silnik spalinowy tłokowy)
  - mazut (silnik spalinowy tłokowy wolnoobrotowy)
  - nafta (silnik turbinowy)
  - olej rzepakowy
  - eter (silnik modelarski)
- syntetyczne (Synteza Fischera-Tropscha)
- olej opałowy
- spirytus

Zdecydowana większość paliw ciekłych to paliwa węglowodorowe, będące produktami przeróbki ropy naftowej. Stosowane są szczególnie w transporcie. Najszersze zastosowanie znalazły:
- benzyna,
- olej napędowy,
- nafta lotnicza (kerozyna).

Pojawiają się paliwa płynne produkowane z odpadów z tworzyw sztucznych, tzw. KTSF.